# Naldo
Ronaldo Aparecido Rodrigues (normalt bare kendt som Naldo) (født 10. september 1982 i Londrina, Brasilien) er en brasiliansk fodboldspiller, der spiller som midterforsvarer hos den tyske Bundesliga-klub FC Schalke. Han har tidligere spillet for andre tyske klubber, VfL Wolfsburg og Werder Bremen og forinden dette for Juventude i sit hjemland. Derudover startede han karrieren i RS Futebol, som han spillede for i 2002 til 2004.
I 2009 var Naldo med Werder Bremen med til at vinde den tyske pokalturnering.

## Landshold
Naldo spillede i perioden 2007-09 for Brasiliens landshold, hvor han opnåede fire kampe. Han var blandt andet en del af den trup der vandt Copa América i 2007.

## Titler
DFB-Pokal
- 2009 med Werder Bremen